# Acromatopsia
La acromatopsia (también llamada monocromatismo) es una enfermedad congénita y no progresiva que consiste en una anomalía de la visión a consecuencia de la cual sólo se perciben los colores blanco, negro, gris y todas sus tonalidades. La enfermedad se produce por una alteración en los conos, las células fotorreceptoras de la retina sensibles al color.
También se utiliza este término para designar defectos análogos adquiridos como resultado de una enfermedad o de un accidente. En el caso de la ceguera a los colores adquirida, hay, por lo general, una interrupción en las vías neuronales entre el ojo y los centros de la visión del cerebro en vez de una pérdida de la función de los conos. La llamada acromatopsia parcial remite al concepto de daltonismo (es un sinónimo suyo). En tanto que la acromatopsia cerebral alude a un subgrupo de casos en los que la pérdida de visión de colores se asocia a un daño de la corteza cerebral.

## Acromatopsia congénita
Se estima que esta enfermedad afecta a una de cada 30 000 personas, por lo que se considera dentro de las llamadas enfermedades raras. Afecta por igual a ambos sexos. Además de la falta de capacidad para percibir los colores, existe una pérdida importante de agudeza visual, gran dificultad de visión en condiciones de alta luminosidad, por ejemplo en las horas centrales del día, fotofobia y nistagmo (movimientos anómalos e involuntarios de los ojos).
Se ha identificado el gen causante de esta enfermedad, localizado en Xq28. También se han realizado estudios para tratarla mediante terapia genética en ratones de laboratorio.
En la pequeña isla de Pingelap, en Micronesia, una proporción importante de sus habitantes padece acromatopsia. Se trata de un curioso caso de deriva genética que ha llevado a numerosos investigadores a ese lugar para realizar estudios sobre la causa de la enfermedad.